# ليونارد باهر
ليونارد باهر (بالإنجليزية: Leonard Bahr)‏ هو رسام أمريكي، ولد في 12 مايو 1905، وتوفي في 25 يوليو 1990.